# Rolling Meadows (Illinois)
Rolling Meadows è un comune degli Stati Uniti d'America, situato nell'Illinois, nella contea di Cook.